# Baie des Tempêtes
Die Baie des Tempêtes (französisch für Bucht der Unwetter) ist eine Bucht im Nordosten der Gouverneur-Insel im Géologie-Archipel vor der Küste des ostantarktischen Adélielands.
Französische Wissenschaftler benannten sie 1977.